# سیلم (اورگن)
سِیلِم (به انگلیسی: Salem) مرکز ایالت اورگن کشور ایالات متحده آمریکا است.

## نامگذاری
نام سیلم از ریشه عبری شلوم و به معنی آشتی است.

## جغرافیا
این شهر همچنین مرکز شهرستان مَریون نیز هست. بخش سیلم غربی در شهرستان پولک واقع شده‌است.
سیلم در دره مید-ویلَمِت در فاصله میان پورتلند و یوجین قرار گرفته‌است.

## تاریخچه
از نظر تاریخی این شهر را «شهر گیلاس» لقب داده‌اند زیرا صنعت تولید گیلاس آن شهرت دارد.

## جمعیت
جمعیت سیلم در سال ۲۰۰۶ در حدود ۱۵۰ هزار نفر بوده که با این حساب پس از پورتلند دومین شهر بزرگ ایالت ارگن است.

## مراکز علمی-فرهنگی
- دانشگاه ویلامت

## مراکر عمومی
- ساختمان پایتخت ایالت اوریگن

## نگارخانه

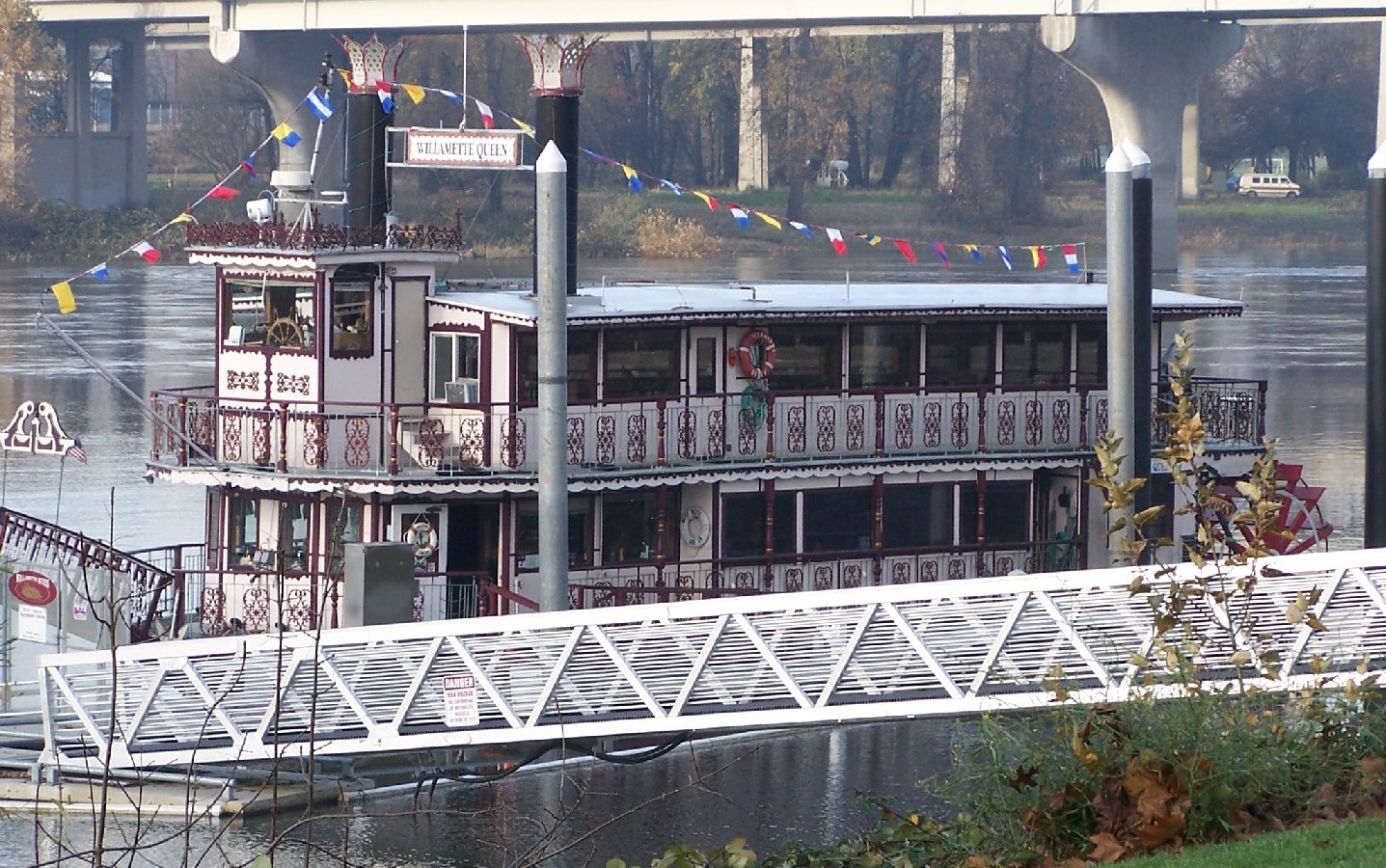
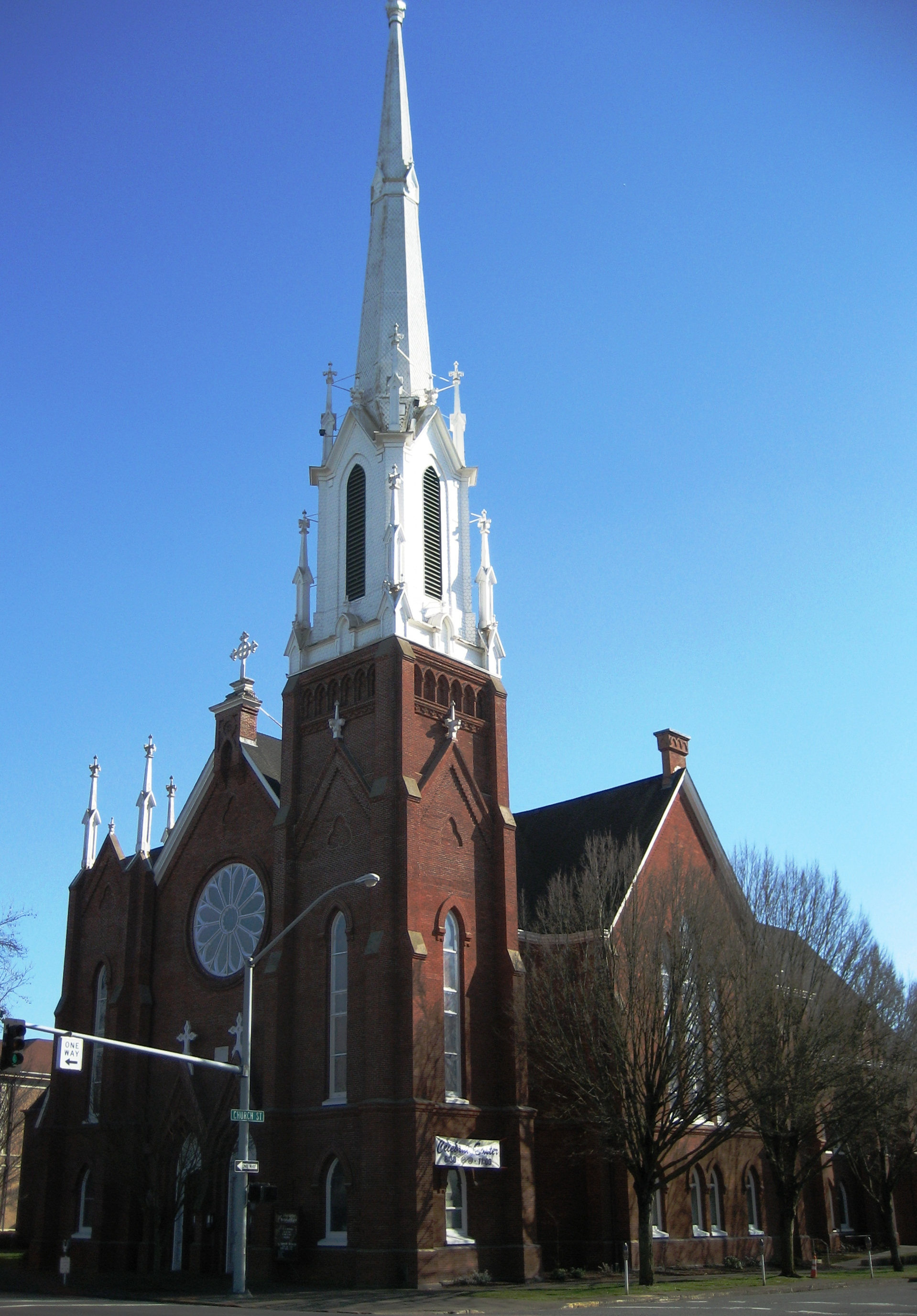
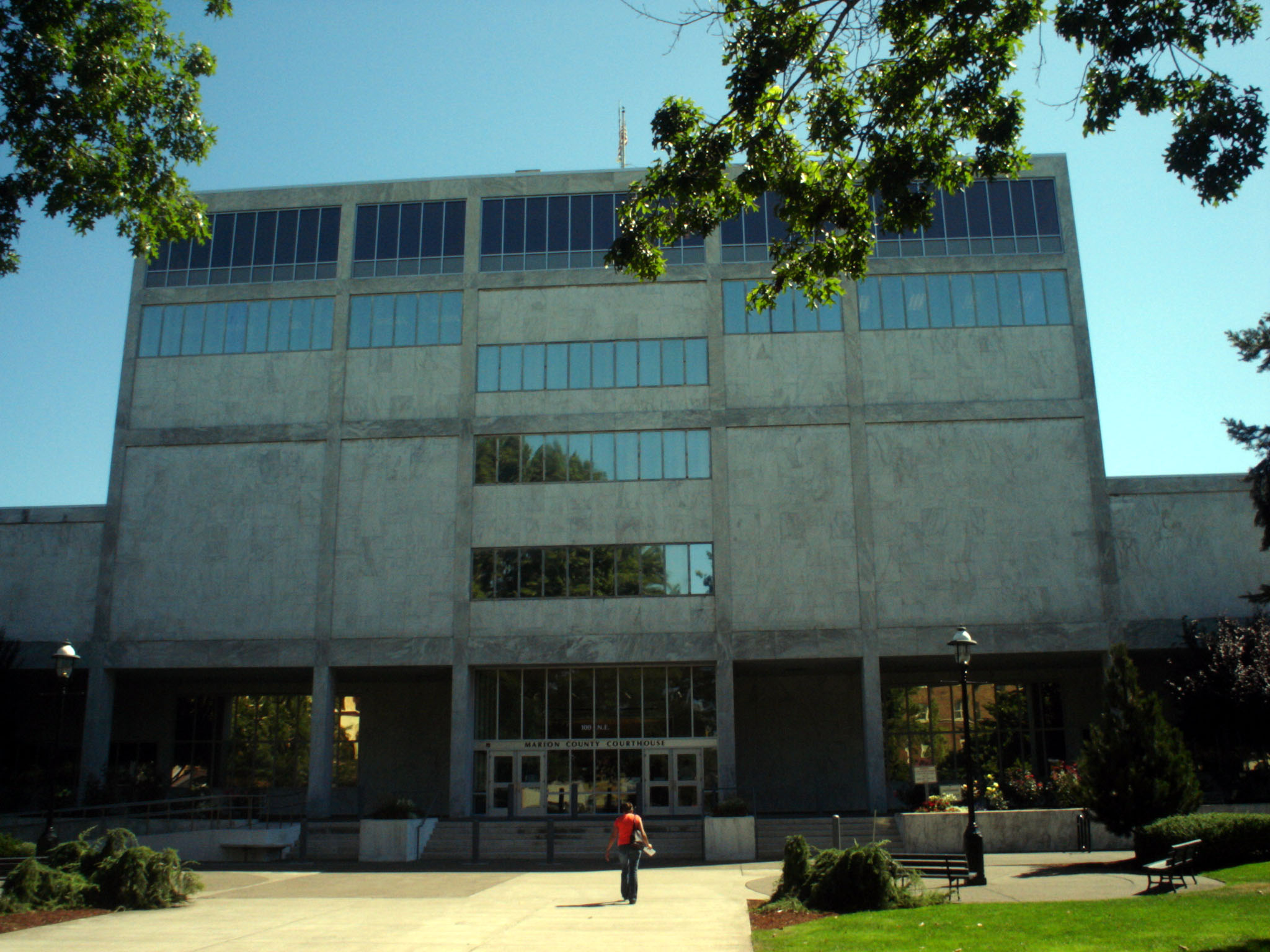
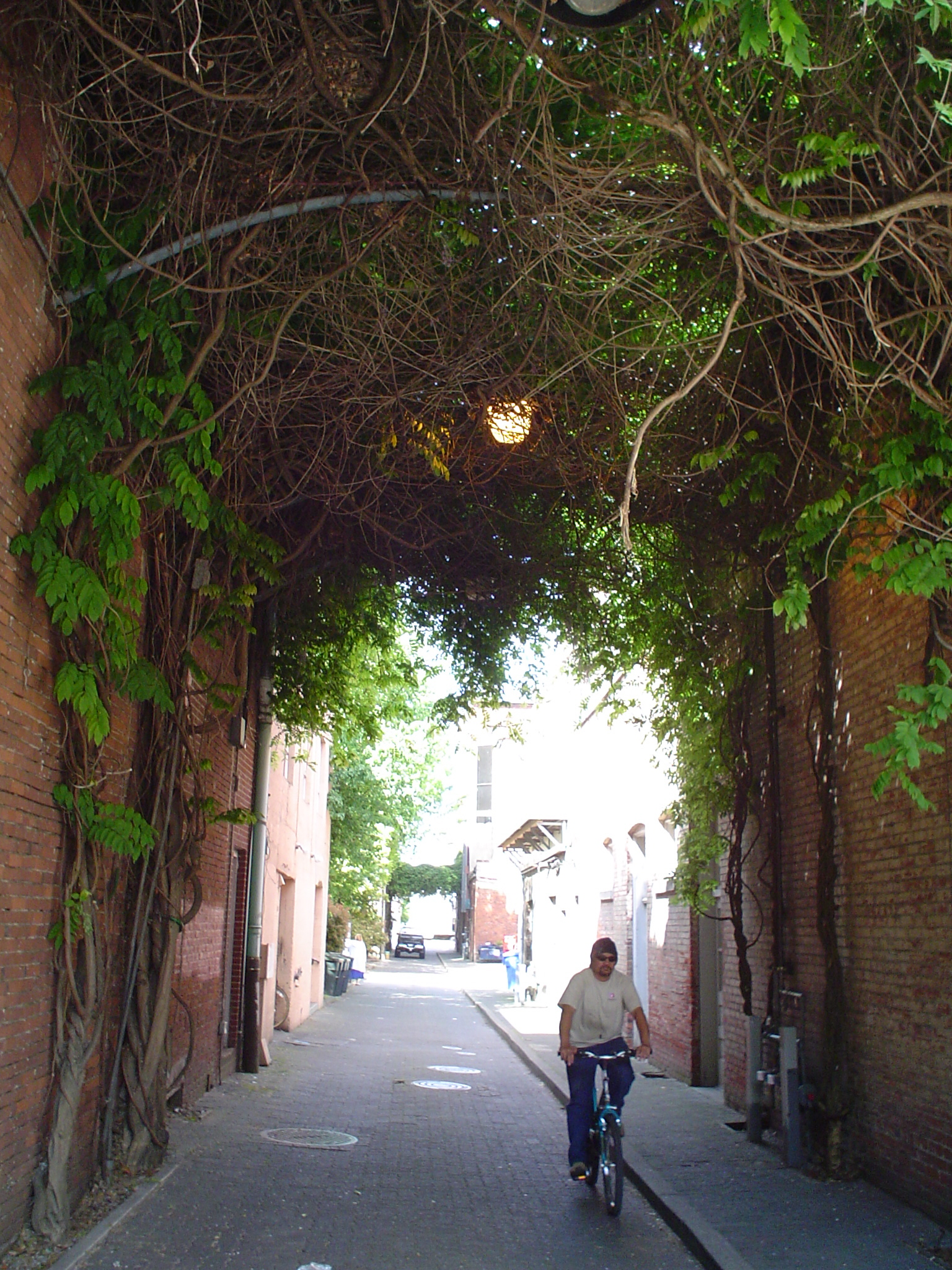
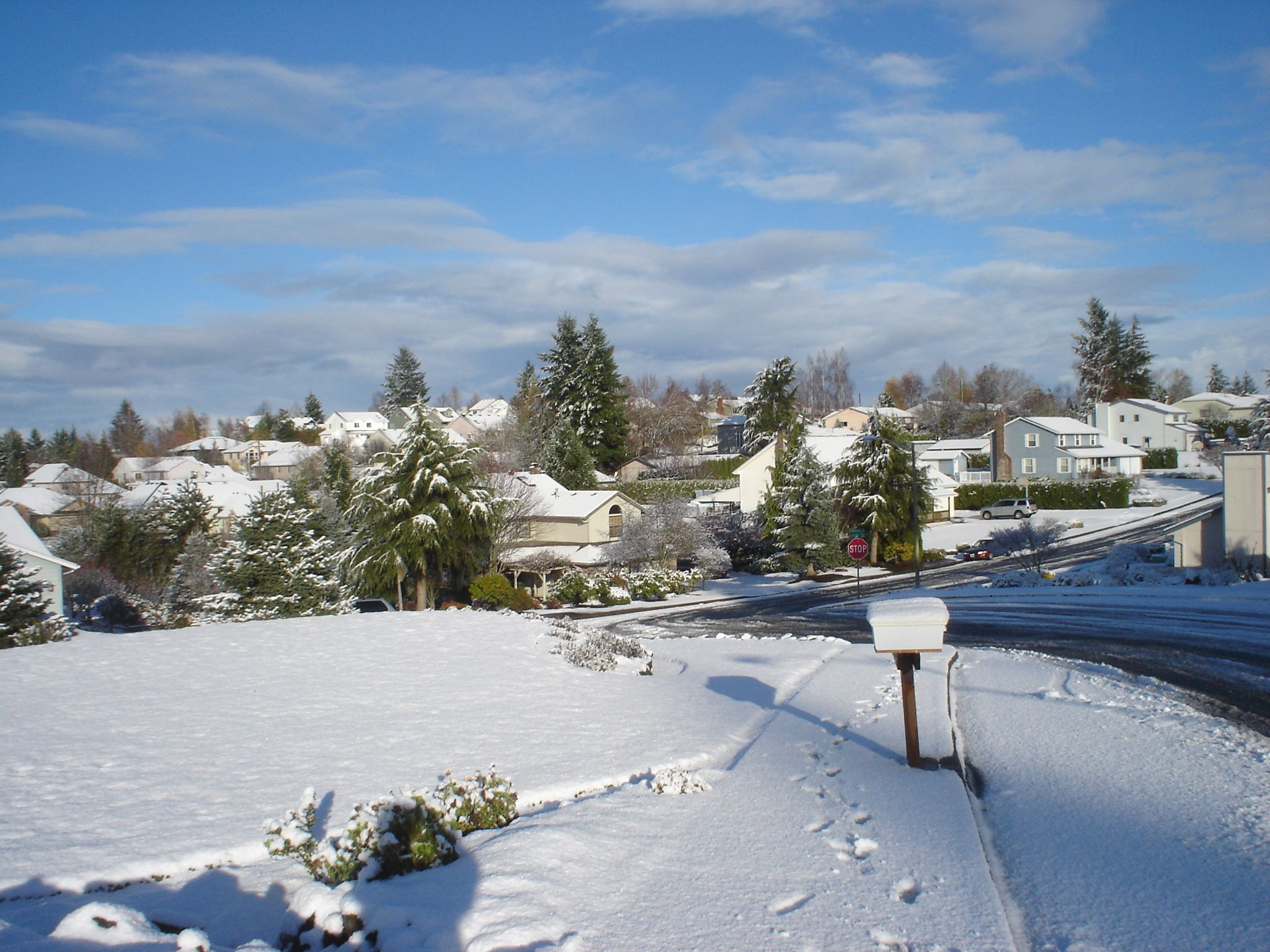
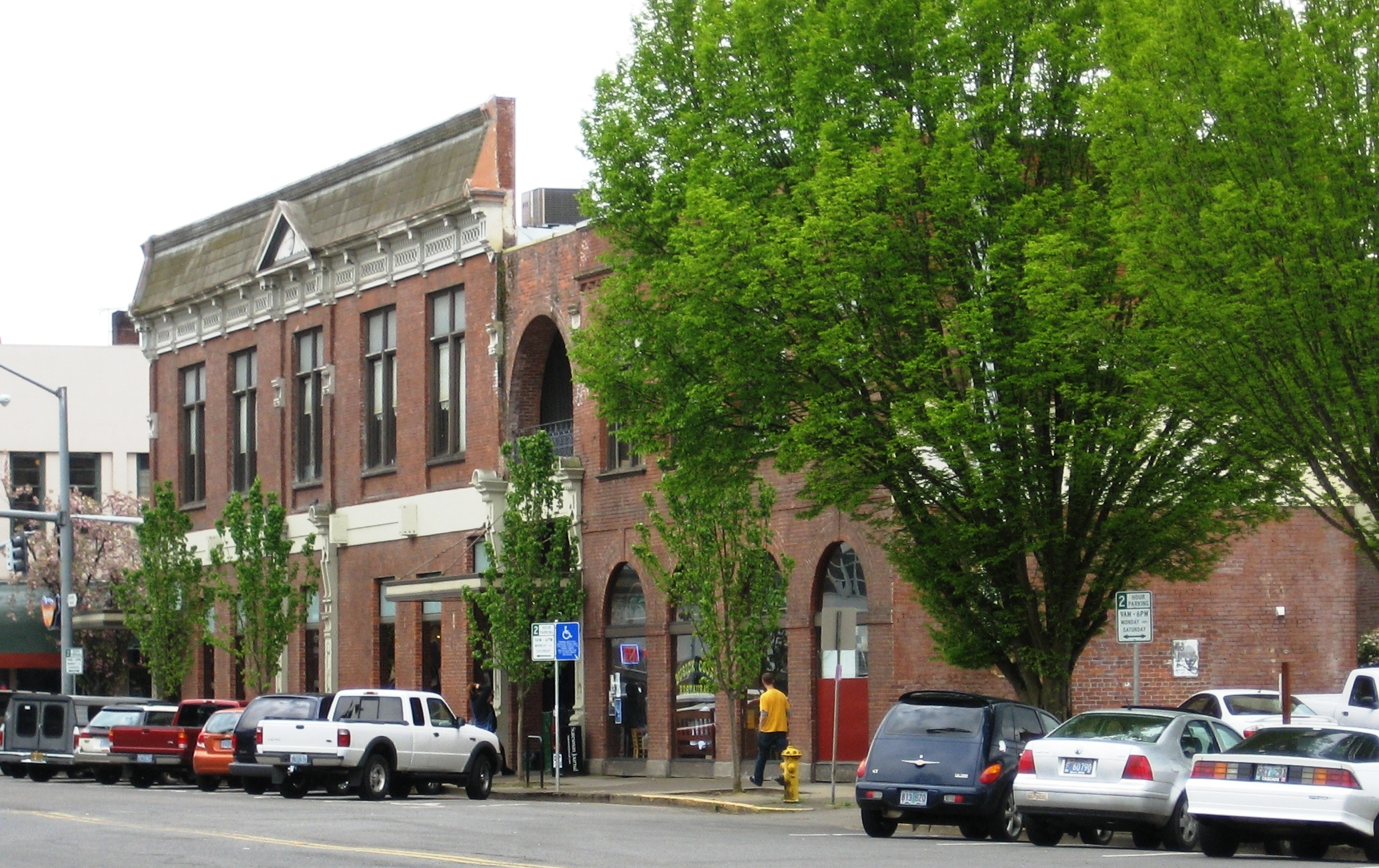
از خیابانهای مرکز شهر سیلم